# Cinéma artisanal
Le cinéma artisanal constitue une frange à la fois marginale et importante du cinéma. Il est (ou a été) le fait de cinéastes amateurs (plus tournés aujourd'hui vers la vidéo numérique), de collectionneurs, et surtout d'artistes utilisant le médium cinéma comme champ d'investigation, sans pour autant entrer dans le système complexe de l'industrie cinématographique.